# Apamea musicalis
Apamea musicalis là một loài bướm đêm trong họ Noctuidae.